# المنصورة (إسبانيا)
المَنْصُورَة (بالإسبانية: Almanzora)‏ مدينة بمقاطعة المرية بجنوب شرقي إسبانيا.